# Famicom Wars
Famicom Wars (ファミコンウォーズ, Famikon Wōzu) é um jogo militar de Táticas em turnos. Desenvolvido pela Intelligent Systems, foi lançado em 12 de agosto de 1988 para o Famicom no Japão. É o primeiro jogo na série Nintendo Wars.

## Jogabilidade
O jogo é posto em uma série de 17 mapas: 15 onde o jogador pode batalhar ora como Red Star, ora como Blue Moon, e dois mapas secretos, ambos abertos quando acaba-se o jogo como ambas nações.

## Legado
Este jogo não foi lançado fora do Japão e, até a tradução ser feita em 2006, foi consequentemente pouco sabido fora do Japão,onde tem uma grande base de fãs. As séries poderiam depois serem populares pelos jogadores que falam inglês, com o lançamento de Advance Wars.
A jogabilidade de turnos é um pouco parecida da série do Fire Emblem, que também foi produzida pela Intelligent Systems.
Os próximos títulos foram lançados para Game Boy, Game Boy Color, Game Boy Advance e DS.
Os mapas deste jogo e do Super Famicom Wars foram postas nos jogos: Advance Wars, Advance Wars 2: Black Hole Rising e Advance Wars: Dual Strike. É desconhecido se teve esses mapas no título posterior, chamado Advance Wars: Days of Ruin, lançado no começo de janeiro de 2008.